# Pi1 Pegasi
|  | No s'ha de confondre amb Pi2 Pegasi. |

Pi¹ Pegasi (π¹ Pegasi / π¹ Peg / 27 Pegasi) és un estel de la constel·lació del Pegàs de magnitud aparent +5,60. Forma una doble òptica amb π² Pegasi, si bé els dos estels no estan gravitacionalment units. La distància real entre ells és de 31 anys llum (47.000 ua), però s'hi mouen a través de l'espai en direccions diferents i amb velocitats diferents, la qual cosa descarta que formen un veritable sistema binari.
Distant 283 anys llum del sistema solar, π¹ Pegasi és una gegant groga de tipus espectral G6III amb una temperatura efectiva de 4.790 K. Llueix amb una lluminositat 51 vegades major que la lluminositat solar i el seu radi és 10 vegades més gran que el del Sol. Rota lentament, sent la seva velocitat de rotació projectada de 6 km/s, la qual cosa dona lloc a un llarg període de rotació que pot ser de fins a 89 dies. El seu contingut metàl·lic és clarament inferior al solar; el seu índex de metal·licitat és [Fe/H] = -0,22.
Amb una massa gairebé doble de la del Sol, π¹ Pegasi és una de les moltes gegants visibles al cel nocturn en l'interior del qual té lloc la fusió nuclear de l'heli. Té una edat estimada de 1.300 milions d'anys. Prop d'ella s'hi poden observar quatre estels tènues la lluentor de les quals està compresa entre magnitud 10 i 12; no obstant això, cap d'elles està físicament lligada a Pi¹ Pegasi.